# Focalizzazione idrodinamica

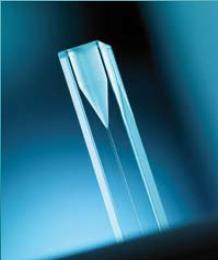
Camera di flusso. Si può notare come vi sia un restringimento tale da forzare il flusso del campione al centro del canale.

La focalizzazione idrodinamica è una tecnica utilizzata per ottenere risultati più accurati dai citometri a flusso, citofluorimetri o contaglobuli per la determinazione della dimensione o studio morfologico-immunofenotipico di batteri e cellule.

## Principio

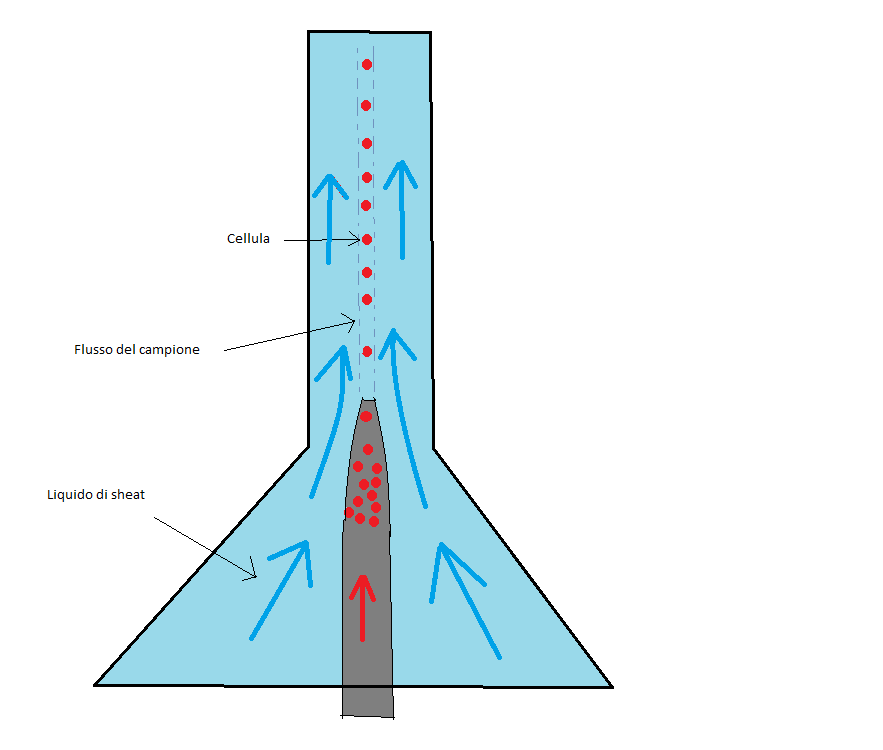
Schematizzazione del funzionamento di una camera di flusso. In blu si può notare la direzione del flusso del liquido di sheat e in rosso la direzione del flusso del campione. Si noti anche come nell'ago (colore grigio) le cellule siano disposte in modo disordinato e sia proprio il liquido di sheat che le trascina, disponendo le in modo ordinato.

Con le attuali tecniche di costruzione, sarebbe impossibile ottenere un canale delle dimensioni  dell'ordine delle cellule (alcuni micrometri). Per questo si utilizzano canali con diametri interni più grandi (nell'ordine dei 250 µm) e ricreando, mediante un liquido che viene dispensato ai lati, una guaina fluida per far sì che le cellule si trovino al centro del flusso (e quindi del canale). Vengono forzate nel passaggio attraverso un piccolo imbuto (chiamato anche camera di flusso), la quale mediante un restringimento costante del lume del canale ed un apporto di liquido di trasporto (sheat), si ottengono flussi laminari che mantengono le cellule ordinate.